# Naja fuxi
Naja fuxi — вид отруйних змій з родини аспідових (Elapidae). Поширений в Південно-Східній Азії. Він вважався частиною Naja kaouthia, поки генетичні дослідження, проведені в 2022 році, дозволили виділити його в окремий вид.

## Поширення
N. fuxi був зібраний у тропічних і субтропічних регіонах південно-західного Китаю, між 1000—1400 м, і, ймовірно, знайдений у сусідніх регіонах, включаючи північні райони М'янми, Лаосу, Таїланду та В'єтнаму. Віддає перевагу пологим схилам відкритих чагарників і узліссям.

## Опис
Кобра середнього розміру з довжиною тіла дорослої особини 69–137 см. Вид нагадує кобру Naja kaouthia, завдяки переважно моноцельному візерунку на капюшоні. Домінуюче забарвлення коричневе, з різними відтінками по довжині тіла. Молоді особини та менші екземпляри, як правило, мають темніше забарвлення на спині та череві, ніж великі дорослі особини. Його можна відрізнити від N. kaouthia за правильними вузькими поперечними смугами на середній і задній частинах спинної луски, а також за дорсальною поверхнею хвоста, яка має темну бахрому.

## Спосіб життя
Цей вид має широкий спектр здобичі, включаючи амфібій, змій, птахів і дрібних ссавців, і, як повідомляється, потрапляє в житло людини в провінції Юньнань, щоб харчуватися пташенятами. Кілька особин були знайдені взимку в покинутих гніздах термітників в окрузі Менлянь.